# Gabrielle Hyacinthe
Gabrielle Hyacinthe est une femme politique haïtienne.
En février 2012, elle est nommée à la tête de la commission municipale chargée par le président Michel Martelly de gérer la mairie de Port-au-Prince. En août de la même année, elle est nommée directrice générale du Conseil électoral permanent,. Elle est démise de ses fonctions en janvier 2014, mais est nommée secrétaire d'État à la Jeunesse et à l'Action Civique en avril. En novembre 2015, elle devient ministre à la Condition féminine et aux Droits des femmes dans le gouvernement d'Evans Paul.